# کارن باراد
کارن میشله باراد (متولد ۲۹ آوریل ۱۹۵۶ - ) یک نظریه‌پرداز فمینیست آمریکایی است که بیشتر به خاطر نظریه واقع‌گرایی عاملی شناخته می‌شود. او در حال حاضر استاد کرسی مطالعات فمینیسم است.

## رئالیسم عاملی
طبق نظریه رئالیسم عاملی کارن باراد دنیا از پدیده‌ها تشکیل شده که عبارت است از «جدایی ناپذیری آنتولوژیکی هم تعاملی(Intra-action) عامل‌ها». هم‌تعاملی که یک واژه ی  جدید است و از سوی کارن باراد معرفی شده‌است، در مقابل متافیزیک فردگرا چالش مهمی عرضه می‌کند. برای باراد چیزها یا اشیاء نسبت به تعاملاتشان پیشینی نیستند، بلکه اشیاء از طریق گونه‌های خاصی از هم-تعاملی ظاهر می‌شوند. بنابراین ابزارهایی که پدیده را ایجاد می‌کنند خودشان ترکیب انسان و غیرانسان (آنطور که نظریه کنشگر شبکه می‌گوید) نیستند؛ بلکه آن‌ها شرایط امکانیت انسان و غیرانسان هستند و نه فقط مفاهیم ایده‌آلی، بلکه در مادیت خود چنین هستند. ابزارها از این نظر گفتمانی-مادی (material-discursive)هستند که وجودهای مادی و معانی مشخصی را تولید و مانع از خلق دیگر معانی و مادیت‌ها می‌شوند. بنابراین آنچه در این میان مهم است همواره گفتمانی-مادی است. باراد از مبانی فیزیکی نیلز بوهر در زمینه فیزیک کوانتوم تأثیر گرفته‌است. نظریه رئالیسم عاملی باراد در آن واحد هم معرفت شناختی( نظریه شناخت) و هم هستی‌شناسانه و هم نظریۀ اخلاق است. به همین دلیل باراد از عبارت هستی-معرفت شناسی (onto-epistemology) استفاده می‌کند. از آنجا که برخی از کردارهای اهمیت‌دهنده پیامدهای اخلاقی دارند و گونه‌های دیگری را از مهم بودن باز می دارند کردارهای هستی-معرفت شناسانه همواره هستی-اخلاق-معرفت‌شناسانه (onto-ethico-epistemological) هستند.